# Iglesia de San Salvador (Aldeadávila de la Ribera)
La iglesia de San Salvador es una iglesia católica situada en la localidad española de Aldeadávila de la Ribera, perteneciente a la provincia de Salamanca, en la comunidad autónoma de Castilla y León.
La torre se levantaría como alcázar militar en el siglo XIII bajo el señorío del infante Pedro de Molina y Aragón, conservándose una puerta románica en la cara norte, y muros de más de dos metros de anchura, así como cuatro recios contrafuertes dobles. La sala capitular está situada en la planta tercera. En el siglo XV fue ampliamente reformada, con dos coros unidos por un arco ojival superior y otro de carpanel rebajado en el coro inferior. Ya en el siglo XVI se unió con la iglesia, y se realizó la bella puerta de la cara norte con columnas jónicas. Este castillo vivió episodios bélicos de los infantes Sancho Pérez, Pedro de Molina, y de la época de las banderías con García de Ledesma.